# Hans Loch

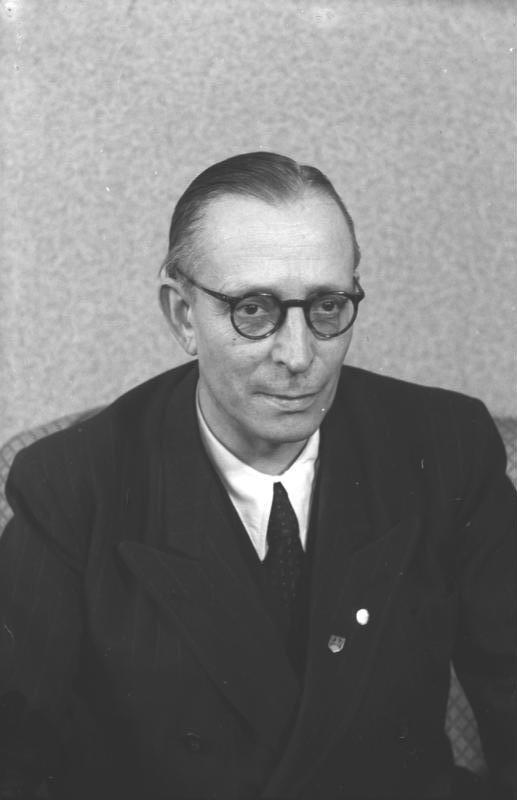
Hans Loch (1951)

Hans Loch (Keulen, 2 november 1898 – Berlijn, 13 juli 1960) was een Oost-Duits politicus. Hans Loch bezocht het gymnasium en was van 1917 tot 1918 militair. Van 1918 tot 1923 studeerde hij rechten in Keulen. Daarna was hij jurist. In 1936 emigreerde hij naar Nederland. In 1938 keerde hij naar Duitsland terug.
Tijdens de Tweede Wereldoorlog was Loch soldaat bij de Wehrmacht. Na de oorlog was hij medeoprichter van afdeling Gotha van de Liberaldemokratische Partei Deutschlands (LDPD) van 1946 tot 1948 was hij burgemeester van Gotha. In 1947 werd Loch voorzitter van de commissie gemeentepolitiek bij de Centrale Bestuursraad van de LDPD. Van 1949 tot 1952 was Loch vicevoorzitter van de LDPD. Op 11 oktober 1949 werd hij de minister van Financiën van de DDR (tot november 1955) en in 1950 vicepremier. Tot 1950 was hij minister van Justitie van de deelstaat Thüringen. Na de arrestatie van partijvoorzitter Karl Hamann, werd Hans Loch de nieuwe voorzitter van de LDPD.
Van 1949 tot 1960 was hij lid van de Volkskammer voor de LDPD. Van 1954 tot zijn dood maakte hij deel uit van het Presidium van het Nationaal Front.
In 1954 werd hij onderscheiden met Vaderlandse Verdiensten Orde.
Waldemar Koch · Wilhelm Külz · Arthur Lieutenant · Karl Hamann · Hermann Kastner · Hans Loch · Max Suhrbier · Manfred Gerlach · Rainier Ortleb
- Gemeinsame Normdatei: 118573721
- International Standard Name Identifier: 0000 0000 8008 7601
- Library of Congress Control Number: no2013112214
- Nationale Bibliotheek van Tsjechië: jx20050719095
- Nationale Bibliotheek van Polen: a0000003341641
- Nederlandse Thesaurus van Auteursnamen: 145663280
- Système universitaire de documentation: 16862429X
- Virtual International Authority File: 101063132
- WorldCat: E39PBJxWW9h9G9YhfHkfWxKDbd